# Cid Furtado
Cid Furtado (Pelotas, 2 de agosto de 1923 — 28 de setembro de 2015) foi um político brasileiro.
Filho de Luís Carlos Furtado e de Setembrina Furtado. Casou com Ivete Rodrigues Furtado. Graduado pela Faculdade de Direito da Universidade Federal do Rio Grande do Sul em 1952. Jornalista e professor, foi secretário da prefeitura de Tupanciretã (RS) e secretário do Trabalho e Ação Social do Rio Grande do Sul. Nas eleições estaduais no Rio Grande do Sul em 1962 foi eleito deputado federal. Com a extinção dos partidos políticos pelo Ato Institucional Número Dois e a posterior instauração do bipartidarismo, filiou-se Aliança Renovadora Nacional (Arena). Encerrou o mandato em janeiro de 1967. Nas eleições estaduais no Rio Grande do Sul em 1970 foi novamente eleito deputado federal pela Arena, assumindo o mandato em fevereiro de 1971. Foi reeleito nas eleições estaduais no Rio Grande do Sul em 1974. Nas eleições estaduais no Rio Grande do Sul em 1978 foi eleito segundo suplente de deputado federal. Deixou a Câmara em janeiro de 1979, voltando a ocupar uma cadeira em março seguinte, quando substituiu o deputado Jair Soares, que assumiu o Ministério da Previdência Social do governo João Batista Figueiredo. Nomeado conselheiro do Tribunal de Contas do Estado (TCE) do Rio Grande do Sul, deixou a Câmara no início de 1980, sendo substituído por Ari Alcântara.

## Publicações
- Para além do asfalto
- Cheque-mate e outros contos (1987)
- Pretextos do conto (1994)